# Bigoterie
 (février 2013).
Si vous disposez d'ouvrages ou d'articles de référence ou si vous connaissez des sites web de qualité traitant du thème abordé ici, merci de compléter l'article en donnant les références utiles à sa vérifiabilité et en les liant à la section « Notes et références ».
La bigoterie est une dévotion fourvoyée dans un attachement au détail, à la lettre, à des pratiques formelles, superstitieuses. Être d'une effroyable bigoterie ; détester la bigoterie ; s'enfoncer dans la bigoterie.
Le terme « bigot » est très souvent utilisé dans un sens péjoratif pour parler d'une personne qui s'accroche sans discernement à des idées ou à une idéologie religieuse au mépris de la réflexion, même lorsqu'il est prouvé qu'elles sont fausses, et qui défend ses croyances d'une manière souvent obtuse voire agressive.

## Étymologie et légende
Le terme est attesté pour la première fois en 1135 en ancien français chez Wace, auteur normand, comme surnom injurieux donné aux Normands.
Le terme d'injure utilisé par Wace remonte probablement au vieil anglais be gode ! (« par Dieu ! ») juron ou invocation chez les Normands avant et après leur romanisation, seulement attesté en moyen anglais en 1300 bi godd (NED, s.v. god § 13) et vers 1330 be gode (MED, ibid. § 6b).
William Camden explique que les Normands ont été les premiers à recevoir l'appellation de bigots lorsque leur duc, Rollon (dit aussi Robert Ier, ou duc des Normands), recevant en mariage la fille de Charles III de France dit le Simple, Gisla, et avec elle l'investiture du duché, refusa de baiser le pied du roi en marque de soumission, à moins que le roi lui-même lui tendît le pied. Alors que ceux présents le pressaient de baiser le pied du roi, Rollon répondit « Non, par Dieu ! », sur ce Charles III dit en se retournant « bigot ! ». Le nom passa ainsi de Rollon à son peuple. Il est très possible que cette histoire soit fictive car il n'a pas été retrouvé de traces de Gisla dans les recherches sur les Francs. Il est cependant vrai que les Français utilisaient le mot « bigot » comme insulte pour les Normands.
En revanche, il est difficile de dire si le sens actuel est dérivé du premier ou s'il est issu d'un nouvel emprunt à une autre langue germanique, soit le moyen-haut allemand bî got ou le moyen néerlandais bi gode. Cf. les jurons du moyen français : vers 1456- vers 1463 brulare bigod (Villon, Testament, éd. Thuasne, vers 1585); 1552 Tout est prelore, bigoth (Rabelais, Quart Livre, éd. Marty-Laveaux, t. II, p. 337).
Vers 1900, le mot bigot dénote une personne qui a une dévotion excessive, étroite ou mesquine.

## Citations
- «[...] on oublie l'inquisition secrète, et quelquefois déclarée, que la bigoterie de Louis XIV exerça contre ceux qui faisaient gras les jours maigres; [...]» (Chamfort, Caractères et anecdotes, 1794, p. 133.)
- «[...] sur quatre [garçons], deux sont bigots, comme elle [la mère], et, par surcroît, de deux bigoteries ennemies. L'un est toujours fourré parmi les jupons noirs, les curés, les cafards; et l'autre est huguenot.» (R. Rolland, Colas Breugnon, 1919, p. 20.)
- « C'étaient [les valentiniens] des gens du monde, libres de mœurs et de propos, traitant de (...) bigoterie la réserve extrême des catholiques...» (Renan, Histoire des origines du Christianisme, Marc-Aurèle et la fin du monde, 1881, p. 119.)
- «[...] D'abord rendre sa liberté au bon Dieu. Depuis le temps qu'il est l'otage de nos bigoteries.» ( Yasmina Khadra, "L'Attentat", 2005 p. 234. )
- «[...] Autant dire la vertu sans la pitié, la vertu sans le ciel; quelque chose de dur, de cruel, de stérilisant, qui, dans certains pays, est devenu la bigoterie, [...]» (Charles Baudelaire, salon de 1859, Revue Française, 1959, p.281)
- «Give me your hungry, your tired your poor I'll piss on 'em / that's what the Statue of Bigotry says / Your poor huddled masses, let's club 'em to death / and get it over with and just dump 'em on the boulevard.» (Lou Reed, "Dirty Boulevard", New York, 1988)
  - «Amenez-moi vos affamés, vos fatigués, vos pauvres je leur pisserai dessus / C'est ce que déclare la Statue de la Bigoterie / Vos tas de masses laborieuses - qu'on les matraque à mort / Et qu'on en finisse et qu'on les décharge sur le boulevard. »

## La bigoterie dans la chanson
- Les bigotes de Jacques Brel
- Legacy of bigotry de The Restarts
- Bullets, Bombs, Bigotry de KMFDM
- Incorrigible Bigotry d'Arghoslent
- Les bigotes et le clodo de David Vincent et ses mutants[3]

### Pour approfondir
- Fides et Ratio : cette encyclique de Jean-Paul II décrit bien les écarts qui se sont creusés entre la foi et la raison depuis le XIXe siècle.
- L'Église catholique parle aussi de fidéisme, lorsque la connaissance religieuse néglige les faits rationnels.